# Velarifictorus mediocris
Velarifictorus mediocris är en insektsart som först beskrevs av Mjoberg 1913.  Velarifictorus mediocris ingår i släktet Velarifictorus och familjen syrsor. Inga underarter finns listade i Catalogue of Life.